# Chavincultuur
De Chavincultuur is een archeologische cultuur in Peru vanaf 1700 tot 300 voor Christus. Ze is vernoemd naar de stad Chavín de Huántar.
De Chavincultuur vervaardigde hoog ontwikkelde sculpturen, namelijk stenen steles met reliëfs met reuzenkoppen en zwarte dikwandige keramiek. De kleiachtige beeldjes werden gebakken in de kleuren bruin, grijs of zwart. Later werden de kleuren oranje en roodbruin. De traditionele vormen zijn schotels, kommen, kruiken met een rechte tuit of met de stijgbeugeltuit. De versiering is er met de hand in gekrast. Ook worden er geometrische vormen aangebracht. Het aardewerk is met de hand gevormd.
Ze zijn bijna altijd diervormig en ze stellen vaak bek en tanden van adelaars, vleugels en klauwen van adelaars, valken en slangen voor. Ook zijn er beelden gevonden met dagelijkse taferelen en deze kunst is gebaseerd op drie dieren namelijk de roofkat, de vogel en een slang
De Chavincultuur verspreidde zich vanaf het noordwesten van Peru tot aan de kust en nog verder helemaal tot aan Chilca en het Centrale Andesgebied. De cultuur werd door de zogenaamde Mochicacultuur overgenomen. In het zuiden beïnvloedde zij de Paracascultuur en de Nazcacultuur.
De archeologische site van Chavín de Huántar, vijftien hectare groot, is in 1985 door UNESCO tot werelderfgoed verklaard.
Stad Cuzco ·
Historisch heiligdom van Machu Picchu ·
Archeologisch Chavin ·
Nationaal park Huascarán ·
Archeologische zone Chan Chan ·
Nationaal park Manú ·
Historisch centrum van Lima ·
Nationaal park Rio Abiseo ·
Lijnen en geogliefen van Nazca en Palpa ·
Historisch centrum van de stad Arequipa ·
Heilige stad Caral-Supe ·
Qhapac Ñan, wegennetwerk van de Andes ·
Archeoastronomisch complex Chankillo